# Fröccsöntés

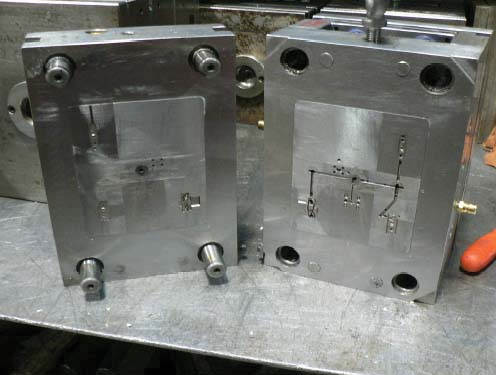
Fröccsöntő szerszám két lapja, a fröccsöntés legfontosabb gépszerkezeti eleme az alakadó szerszám

A fröccsöntés egy gyártási technológia, amellyel bonyolult alakú termékeket lehet gyártani. Főleg polimer termékeket gyártanak ezzel a technológiával, de használják fémeszközök készítésére is.

## Műanyagok fröccsöntése

### A fröccsöntő gépek felépítése

#### A fröccsegység

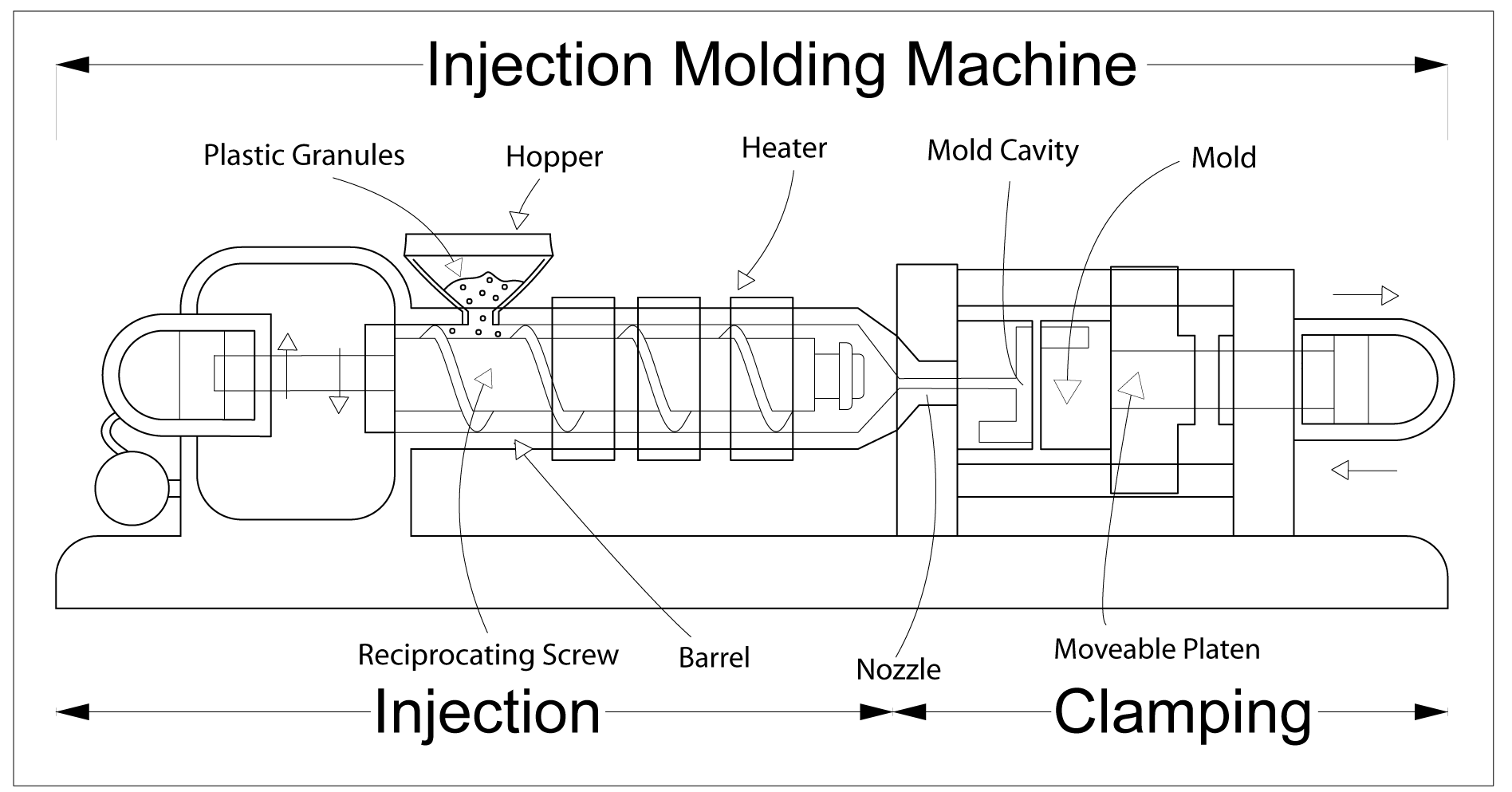
Fröccsöntőgép

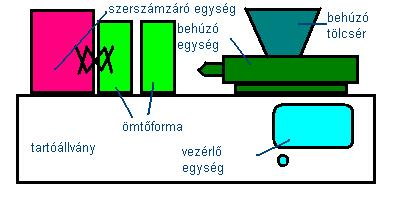
A gép elvi vázlata

A fúvókát a hidraulikus munkahenger (13) mozgatja előre-hátra, míg a csiga (2) forgó és tengelyirányú mozgásait bordástengely és hüvely teszi lehetővé. A bordástengely (9) belülről hosszirányú hornyokkal van ellátva, míg ennek ellendarabja a bordás hüvely, amelynek hornyai a bordástengely hornyaiba illeszkednek. A bordás hüvely (10) külső része fogazott, így az egy másik fogaskerék közbeiktatásával a csigát forgató motorhoz csatlakozhat. Ez teszi lehetővé, hogy a csiga a forgás mellett tengelyirányban is elmozduljon.
A garathűtés (15) azt a célt szolgálja, hogy az anyagtartályból a garaton (16) keresztül a plasztikáló hengerbe befolyó műanyag a fűtőtestek által termelt hő ellenére se olvadjon össze, vagyis az anyagellátás folyamatos legyen.
Az első ábrán bemutatott fröccsegységnél a csigát forgató és tengelyirányban működtető hidraulikus motorok egymás mögött, sorban vannak elhelyezve. Ennek a hátránya, hogy a csiga forgatásával egyidejűleg forog a fröccsdugattyú (18) a munkahengerben (19), aminek következtében a dugattyún lévő tömítések viszonylag hamar tönkremennek.
A második megoldásnál a csiga forgó és tengelyirányú mozgatása párhuzamos elrendezésű.
Ebben az elrendezésben a hidraulikus motor közvetlenül forgatja a csigát, míg a két fröccsdugattyú a csapágyházzal együtt váljtja ki a tengelyirányú mozgatást. Ez az elrendezés a fröccsegység rövidebb kialakítását is lehetővé teszi.

##### A csiga
A csigát geometriailag általában három szakaszra osztják (háromzónás csiga, magprogresszív), a technológiai folyamatoknak megfelelően:
- behúzó szakasz,
- kompressziós szakasz,
- homogenizáló szakasz.

A csiga hátsó szakasza az etető, vagy más néven behúzó zóna, amely a szilárd granulátumot az etető tölcsérből a fúvóka felé szállítja. A csiga középső része az ömlesztő, vagy más néven kompressziós zóna, ahol az anyag megolvad, tömörödik és légtelenedik. A kitoló, vagy homogenizáló zónában történik az anyag homogenizálása.

### A fröccsöntés folyamata

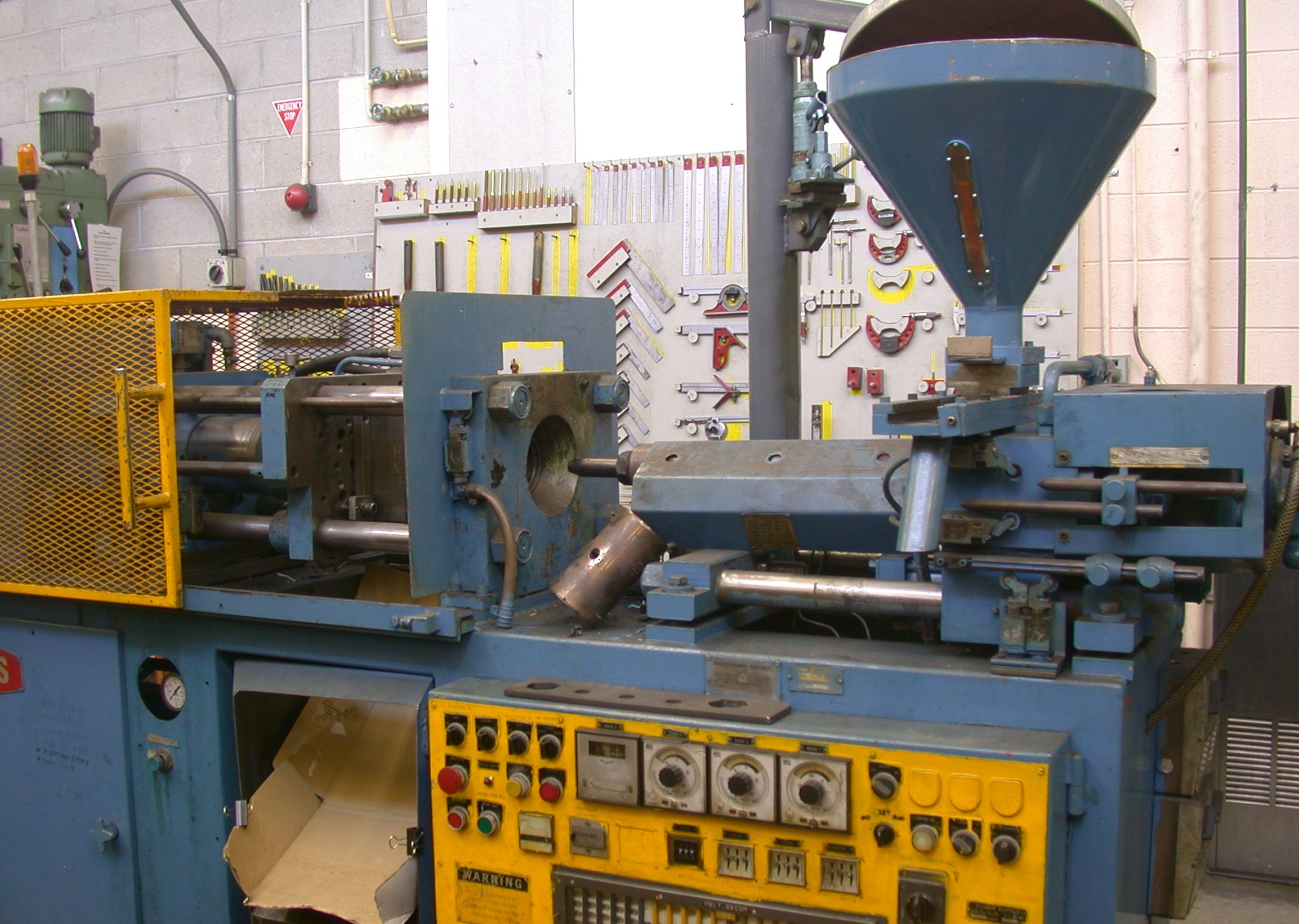
Fröccsöntőgép, a behúzó és a szerszámzáró egységgel

1. Szerszámzárás
A szerszám egyik fele az álló szerszámfelfogó lapra, a másik pedig a mozgó lapra van felerősítve. A mozgó szerszámfelfogó lap a ciklusidő csökkentése miatt gyorsan zár, de az álló laptól egy bizonyos távolságra a sebességet, majd a szerszámfelfogó lapra ható nyomást is csökkenteni kell. Ezt az ún. szerszámvédelmet azért szükséges a lehető leggondosabban beállítani, nehogy a szerszám megsérüljön egy esetleg el nem távolított fröccstermék, vagy egy véletlenül a helyéről kimozdult betét miatt. Ha a szerszám ezzel a kis sebességgel és erővel akadálytalanul összezárt akkor épül fel a záróerő, amely a szerszámba befröccsöntött ömledéknek a szerszám szétfeszítésére irányuló erőt ellensúlyozza.
2. Fúvóka előre mozgása
Ha a szerszám összezárt, akkor a fúvóka addig mozdul előre, amíg fel nem fekszik az álló szerszámfelfogó lapon.
3. Befröccsöntés
A befröccsöntés során a műanyag ömledéket a csigadugattyú előre mozogva – dugattyúként működve – a szerszámba juttatja.
A gyártásnál komoly problémát okoz, hogy a műanyagok fajtérfogatának változása jóval meghaladja más anyagokét. Ez azt jelenti, hogy a műanyag fajtérfogata az ömledék állapotba jutás során az egyre nagyobb hőmérséklet miatt rohamosan nő, lehűléskor pedig csökken. Műanyag termékek csak úgy gyárthatók, ha ezt kompenzálják. Ezért a befröccsöntési folyamatot két részre osztjuk, mégpedig szerszám kitöltésre és a kompenzálásra, azaz közvetlen befröccsöntésre és utónyomásra.
A befröccsöntés során az ömledéknek tökéletesen ki kell töltenie a szerszámot. Az utónyomási szakaszban a fúvóka mögötti gyűjtőtérben lévő anyagpárnából kell a fajtérfogat változást kompenzálni.
Az utónyomás addig hatékony, amíg az ömledék a beömlő csatornában meg nem szilárdul. Az anyag megszilárdulását lepecsételődésnek nevezzük. Az utónyomási folyamatot a gépkezelő által beállított utónyomási idő határolja be. Ezt szükségtelen a lepecsételődési időnél nagyobbra állítani.
4. Hűlési idő
Ez az idő az utónyomás után veszi kezdetét. Úgy kell beállítani, hogy a fröccsöntött termékek kellően megszilárduljanak, azaz a szerszámból eltávolítás után ne deformálódjanak.
5. Plasztikálás
Az utónyomás után, a hűléssel párhuzamosan indul ez a folyamat. A csiga forogni kezd, miáltal az anyagtartályból a műanyag granulátumot a fúvóka irányába szállítja. Közben a csiga és a henger közötti térben, vagyis a csiga meneteiben a műanyag a súrlódás és a nyíró hatás miatt felmelegszik. Ehhez hozzáadódik a fűtőtestek által bejuttatott hő is.
E két hatás következtében a csiga elé kerülő műanyag már ömledék állapotú lesz.
Az ömledék a csigára nyomó hatást gyakorol, vagyis nemcsak forog, hanem hátrafelé is mozog. Ha a hátrafelé mozgást akadályozzuk akkor a keletkező ömledéknek nagyobb erőt kell kifejtenie a csiga hátra mozdításához, vagyis a műanyagra nagyobb súrlódási erő hat. Ezt a csigára ható ellentartási nyomást torlónyomásnak nevezzük. A csiga forgásának leállása után következik a dekompresszió, amely arra szolgál, hogy az ömledék nyomását csökkentsük, az ömledéket a fúvóka közvetlen közeléből "elszívjuk".
6. Fúvóka hátra mozgása
Ha a hűlési idő hosszú a fúvókát le kell járatni a hűtött szerszámról, mert a fúvókában lévő ömledék megdermedhet. Ha a fúvóka a szerszámon maradhat, akkor annak rászorítási nyomását még a szerszámnyitás előtt csökkenteni kell.
7. Szerszámnyitás
A hűlési idő, illetve a plasztikálás után a szerszám nyit, mégpedig először lassan, majd a teljes szétválás után gyorsan, a véghelyzet előtt pedig ismét lassan.
8. Kidobás
A terméket a szerszám kidobó rendszere löki ki a szerszámból. A kidobás végeztével a fröccsöntési ciklus véget ér, és a szerszámzárással új ciklus indul.

### Műanyagok

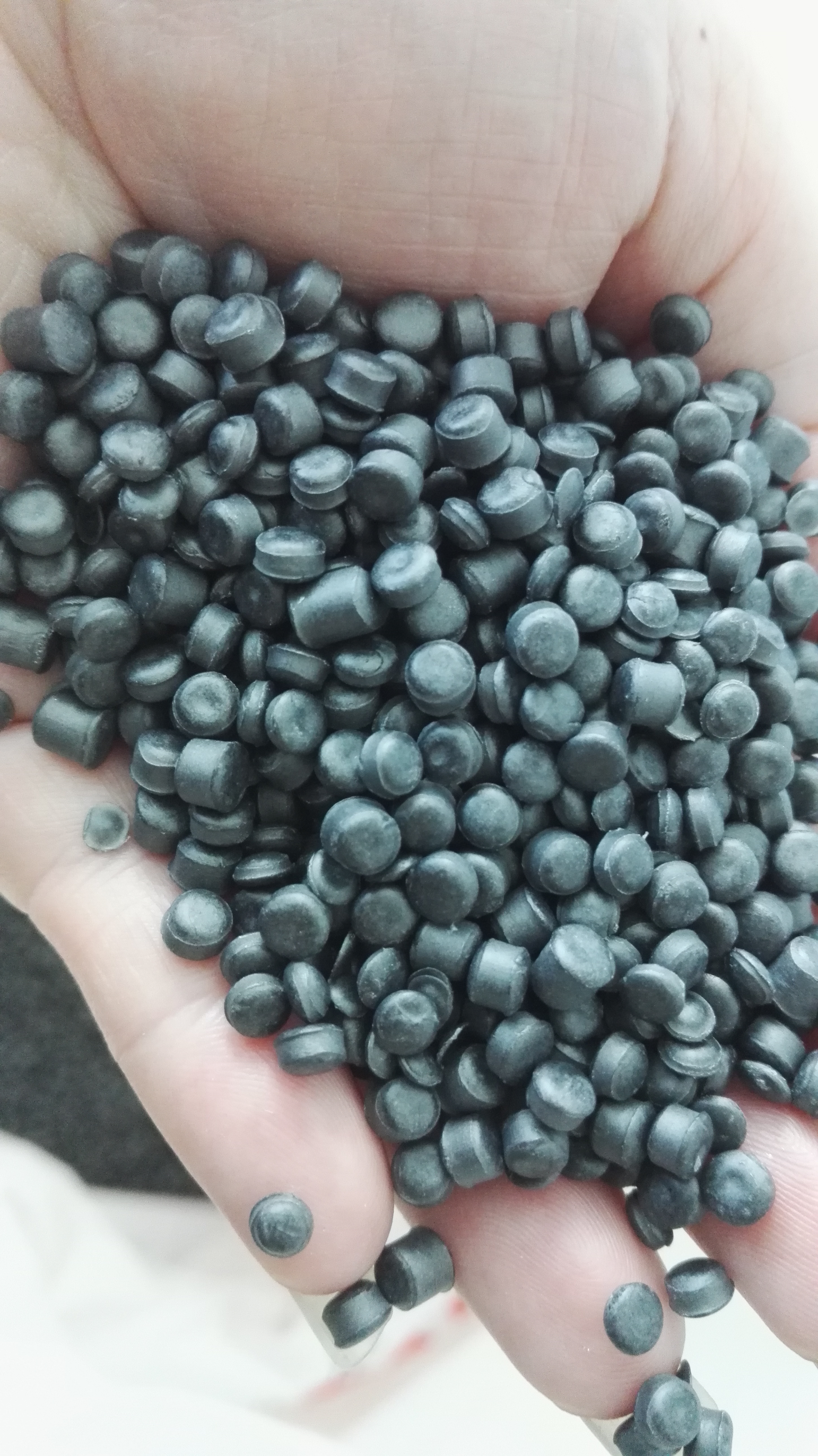
Műanyag granulátum fröccsöntéshez

Műanyagok:
- LDPE – kis sűrűségű polietilén

Előállítás: etilén nagynyomású, gyökös polimerizációjával
- HDPE – nagy sűrűségű polietilén

Előállítás: szerves fémvegyület katalizátorokkal atmoszferikus nyomáson etilén heterogén oldat polimerizációjával
- PP – poliproplilén

Előállítás: propilén oldószeres vagy szterospecifikus polimerizációjával
- PA 6 – poliamid 6
- PMMA (plexi) – poli-metilmetakrilát
- PS – polisztirol

### Előnyök
- Nagy sorozatoknál igen gazdaságos.
- Bonyolult térbeli formák állíthatók vele elő.
- Gyors és hatékony.
- Gyakorlatilag nem keletkezik hulladék: 
  - Hidegcsatornás szerszámnál a technológiai hulladék, csatornamaradék (termékek nem felhasználható részei) újragranulálhatók, és ismét felhasználhatók fröccsöntésre.
  - Forrócsatorna esetén nincs csatornamaradék.
- A gép univerzális, vagyis gyakorlatilag bármilyen szerszámmal használható ugyanaz a gép.

### Hátrányok
- A berendezés nagyon drága.
- A szerszám igencsak költséges, ezért kis sorozatok, egyedi termékek előállítása nem gazdaságos.